# Лонгони Суд (Бергамо)
Лонгони Суд је насеље у Италији у округу Бергамо, региону Ломбардија.
Према процени из 2011. у насељу је живело 16 становника. Насеље се налази на надморској висини од 306 м.